# Дідвеїс
Дідвеїс (Didvėjis) — хутір у Литві, Расейняйський район, Відуклеське староство, знаходиться за 5 км від села Відукле, протікає річка Упе. 2001 року в Дідвеїсі проживало 28 людей.

## Принагідно
- Мапіо

| Литва | Це незавершена стаття з географії Литви. Ви можете допомогти проєкту, виправивши або дописавши її. |